# Walancina Swiacka
Walancina Anatoljeuna Swiacka (biał. Валянціна Анатольеўна Свяцкая, ros. Валентина Анатольевна Свяцкая, Walentina Anatoljewna Swiacka; ur. 29 maja 1958 w rejonie szortandyńskim) – białoruska polityk, w latach 1995–1997 sekretarz Rady Politycznej Białoruskiej Partii Agrarnej, od grudnia 1996 roku kierowniczka Sekretariatu Rady Najwyższej Republiki Białorusi XIII kadencji, w 1996 roku wystąpiła przeciwko referendum radykalnie poszerzającemu uprawnienia prezydenta i nie uznała jego wyników.

## Życiorys
Urodziła się 29 maja 1958 roku w specjalizującym się w uprawie zbóż kołchozie im. Kazachskiego Centralnego Komitetu Wykonawczego, w rejonie szortandyńskim obwodu celinogradzkiego Kazachskiej SRR, ZSRR. W 1979 roku ukończyła studia na Wydziale Fizyczno-Matematycznym Celinogradzkiego Państwowego Instytutu Pedagogicznego im. S. Sejfullina. Pracowała jako nauczycielka matematyki w obwodzie celinogradzkim. W 1981 roku przeprowadziła się do Białoruskiej SRR. Do 1991 pracowała w Mińskiej Fabryce Traktorów jako operatorka komputera, inżynier programistka, zastępczyni sekretarza komitetu Komsomołu, instruktorka w komitecie Komunistycznej Partii Białorusi (KPB) i kierowniczka gabinetu wychowania politycznego. W 1991 roku pracowała jako instruktorka w Mińskim Komitecie Miejskim KPB.
Po ogłoszeniu niepodległości Białorusi i zawieszeniu na jej terytorium działalności partii komunistycznej w sierpniu 1991 roku pracowała w strukturach komercyjnych na różnych stanowiskach. Od stycznia 1995 roku była referentem w Białoruskiej Partii Agrarnej (BPA), od maja tego samego roku – sekretarzem Rady Politycznej tej partii. W listopadzie 1996 roku wystąpiła przeciwko i nie uznała wyników zainicjowanego przez prezydenta Alaksandra Łukaszenkę referendum, które m.in. radykalnie zwiększało jego uprawnienia. W tym samym roku stała na czele komitetu organizacyjnego partii politycznych, przygotowującego posiedzenia Okrągłego Stołu i początek rozmów z władzą wykonawczą. Od grudnia 1996 roku pełniła funkcję kierowniczki Sekretariatu Rady Najwyższej Republiki Białorusi XIII kadencji. Z powodu różnicy zdań między nią i partyjnymi kolegami, którzy poparli referendum, w lutym 1997 roku wystąpiła z Rady Politycznej BPA, a potem w ogóle z partii. W 1998 roku była współzałożycielką Białoruskiej Fundacji „Kasjopea”, której celem było opracowanie programów oświatowych i badawczych, badanie opinii publicznej, prowadzenie działalności edukacyjnej w dziedzinie ekologii, struktur społecznych, ochrony macierzyństwa i dzieciństwa, prawa, edukacji, nauki i kultury. Pełniła funkcję prezeski tej fundacji.

## Życie prywatne
Walancina Swiacka jest panną. Jest prawosławna.